# Serjania depauparata
Serjania depauparata är en kinesträdsväxtart som beskrevs av Ludwig Radlkofer. Serjania depauparata ingår i släktet Serjania och familjen kinesträdsväxter. Inga underarter finns listade i Catalogue of Life.